# LIAR LIAR/Sentimental PIGgy Romance
「LIAR LIAR/Sentimental PIGgy Romance」（ライア ライア/センチメンタル ピギ ロマンス）は、LM.Cの5枚目のシングルである。2007年10月10日発売。

## 概要
- 前作から5ヶ月でのシングルである。
- 初回限定盤A（LIAR LIARのDVD付）、初回限定盤B（Sentimental PIGgy RomanceのDVD付）、通常盤の3種類に分けられている。
- レコーディングのドラムはLUNA SEAの真矢が担当した。（PVの演奏シーンは違うドラマーが担当している）
- LIAR LIARのPVではmayaが巨大チュッパチャプスを持っているシーンもある。
- Sentimental PIGgy RomanceのPVはアニメーションになっていて、歌詞の世界を表現している。

## 収録曲
全曲 作詞/作曲/編曲：LM.C

### 通常盤、初回限定盤A
1. LIAR LIAR
  - TBS系「エンタメキャッチ プラス」オープニング・テーマ
2. Sentimental PIGgy Romance

### 初回限定盤B
1. Sentimental PIGgy Romance
2. LIAR LIAR